# Desa Sukaresmi (administrativ by i Indonesien, Banten)
Desa Sukaresmi är en administrativ by i Indonesien.   Den ligger i provinsen Banten, i den västra delen av landet, 120 km väster om huvudstaden Jakarta.